# Българска пчела
„Българска пчела“ е първият български вестник, който излиза в Румъния. Издава се всеки петък в Браила от акционерно дружество „Българска пчела“ в периода 31 май 1863– 3 ноември 1864 г.
Вестникът е с политически, търговски и любословен характер. Подкрепя радикалното разрешаване на църковния въпрос. Против е компромис с Цариградската патриаршия и настоява за самостоятелна българска църква. В него се поместват културни, книжовни и просветни материали. Полемизира се с вестниците „Съветник“, „Турция“ и „Гайда“.
Редактор е Христо Ваклидов. На вестника сътрудничат Илия Блъсков, Димитър Греков, Цани Гинчев, Райко Жинзифов, Любен Каравелов, Васил Берон. Акционерното дружество е основано през 1862 г. в Браила от заможни български търговци и занаятчии. То извършва търговска и лихварска дейност. Уставът му се използва за основа при организирането на бъдещи кредитни дружества в Северна България през 1880-те и 1890-те години.